# Upplands runinskrifter 789
Upplands runinskrifter 789 är en vikingatida runsten av rödgrå granit i Mälby, Tillinge socken och Enköpings kommun. Runstenens höjd är 1,90 meter och dess bredd 1,1 meter. Ristningsytan är knottrig och vittrad. Linjerna är grunda och ofta otydliga. Ristningen är attribuerad till Livsten.

## Inskriften
Translitterering av runraden:
(þ)(o)rkuþr + lit + akua + sten + ʀfti + ruah + bunt- ...
Normalisering till runsvenska:
Þorguðr let haggva stæin æftiʀ ʀuna(?)/Hroar(?), boand[a] ...
Översättning till nusvenska:
Torgunn lät hugga stenen efter Rune, (sin) man.